# Musée des Cordeliers
Le Musée des Cordeliers est un musée municipal situé à Saint-Jean-d'Angély, en Charente-Maritime, labellisé « musée de France ».
Il réalise chaque année une exposition temporaire et propose au public un programme d'animations.
L’entrée du musée est gratuite depuis 2010.

## Histoire du musée
En 1923 est créée la Société d'archéologie de Saint-Jean-d’Angély et de sa région. Cette association de type loi 1901 se donne pour but d’étudier et de sauvegarder tous les monuments de la région présentant un caractère artistique ou historique, et de fonder un musée où seront conservés tous les objets qu’il ne serait pas possible de maintenir in situ.
En 1935, ce musée associatif baptisé Arthur Bonnet, s’installe dans l’ancien hôtel particulier d’Hausen, au carrefour de la rue Valentin et de la rue de Verdun. Cet hôtel particulier est inscrit au titre des monuments historiques par arrêté du 13 février 1942 pour sa façade et toiture. On y présente les collections données par les membres de la Société : des vestiges d’un patrimoine architectural et sculptural de toutes époques, des trouvailles archéologiques régionales, des collections de beaux-arts et d’arts décoratifs, d’arts religieux, d’arts et traditions populaires, une collection numismatique conséquente et une collection d’armes.
La Société d’Archéologie accueille aussi les dons et legs faits à la ville (Expéditions Citroën et arts décoratifs).
La Société d’Archéologie et la ville de Saint-Jean-d’Angély conviennent d’un accord en 1997 afin de créer un nouveau musée. Le musée des Cordeliers voit ainsi le jour en 2003 et reçoit l’appellation Musée de France. Il a été inauguré au terme de la restructuration complète de l'ancien hôtel-résidence des sous-préfets de l’arrondissement élevé dans la deuxième moitié du XIXe siècle, par la suite devenu une école. Construit à l’emplacement de l’ancien couvent des Cordeliers de l’époque médiévale, il en reprend le nom.

## Expositions permanentes
(septembre 2016).
Le circuit permanent de visite s'offre au public sur trois niveaux, selon un modèle de salles-plateaux. La circulation intérieure s'articule autour d’un escalier central ouvert sur chaque espace d'exposition.
Un espace ethnographique lié aux expéditions Citroën en Afrique et en Asie (1922-1932) est présenté grâce aux dons de deux participants des missions, Louis Audouin-Dubreuil et Maurice Penaud.
Il propose également des œuvres liées à l’histoire de la ville, grâce à un programme d’acquisition ciblé et un important dépôt de la Société d’archéologie de Saint-Jean-d'Angély.

### Les expéditions Citroën
Au rez-de-chaussée, la visite débute avec la présentation des Expéditions Citroën en Afrique, unique collection publique consacrée à la Première Traversée du Sahara en automobile (Touggourt-Tombouctou en 1922-1923) et à l’Expédition Centre-Afrique dite « Croisière Noire » (Colomb-Béchar-Tananarive en 1924-1925). Ces fonds proviennent des dons de deux participants des missions : l’Angérien Louis Audouin-Dubreuil, second chef de mission, et Maurice Penaud, mécanicien en chef originaire des Deux-Sèvres et aux acquisitions récentes réalisées par l’institution. Il préserve également quelques œuvres liées à l’Expédition Citroën Centre-Asie dite « Croisière Jaune » (1931-1932).
Abordant à la fois le patrimoine industriel automobile, l’ethnographie, les arts extra-européens et l’histoire de la colonisation française, neuf panneaux explicatifs permettent de s’imprégner de la genèse, des enjeux, de l’organisation, des résultats et des retombées de ces deux épopées. Un dixième tableau panoramique d’un linéaire de onze mètres déroule le récit des voyages et les rencontres avec les peuples autochtones. Il est composé de cartes géographiques, d’albums photo et de carnets de route annotés. Juxtaposée, une vitrine-table suspendue de longueur équivalente recueille les objets ethnographiques collectés sur place. L’itinérance se poursuit avec la rencontre de l’autochenille « Le Croissant d’argent » classée parmi les Monuments Historiques, l’un des deux derniers véhicules existants à avoir effectué la première traversée du Sahara en automobile. Le parcours se termine à l’intérieur d’une case d'inspiration africaine où sont accrochés les dessins de l’artiste Alexandre Iacovleff.

### Arts décoratifs
Aux étages, la visite continue avec la découverte d’objets d’arts décoratifs, exposés selon une approche de type musée des Beaux-Arts. Se succèdent :
- Un groupe de statues religieuses en pierre et en bois polychromes du XIIIe au XVIIIe siècle,
- Un panorama de l’évolution des styles de mobilier saintongeais et français du XVIIe au XIXe siècle, complété par des œuvres d’arts décoratifs des mêmes époques,
- Une section d’armes blanches et à feu européennes du XVIIe au début du XIXe siècle.

## Galerie

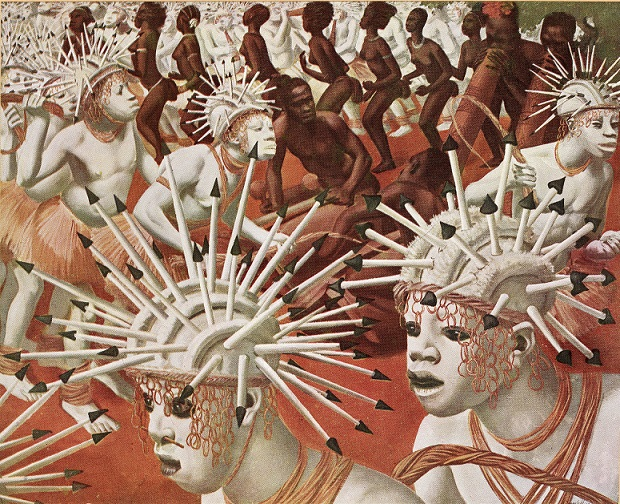
Gravure "La Ganza" dessinée par Iacovleff (expédition Centre-Afrique 1924-1925)